# 徳島県立みなと高等学園
徳島県立みなと高等学園（とくしまけんりつみなとこうとうがくえん）は、徳島県小松島市中田町にある特別支援学校（高等学園）。卒業時には、特別支援学校高等部の課程修了(卒業)となる。

## 概要

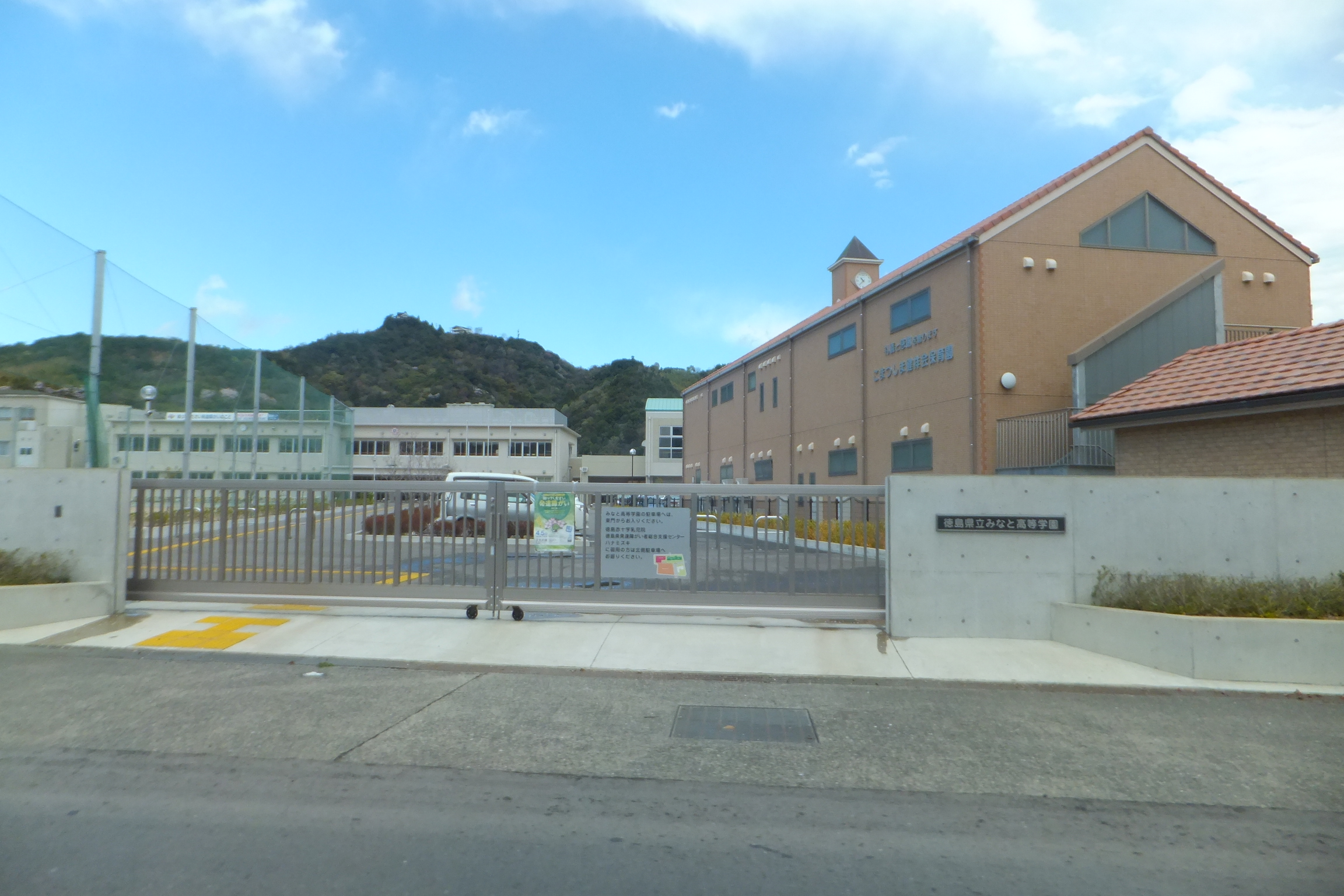
正門

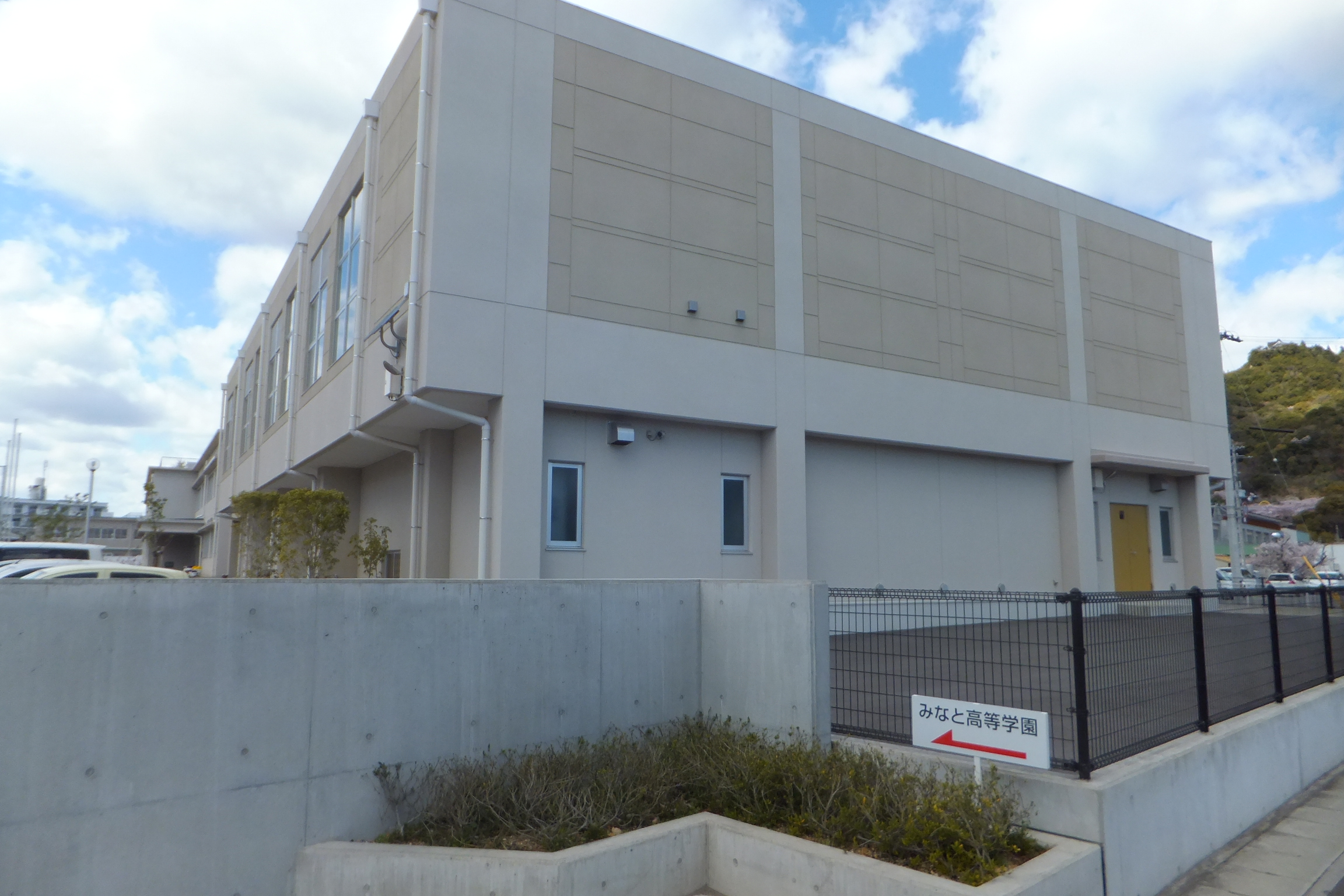
体育館

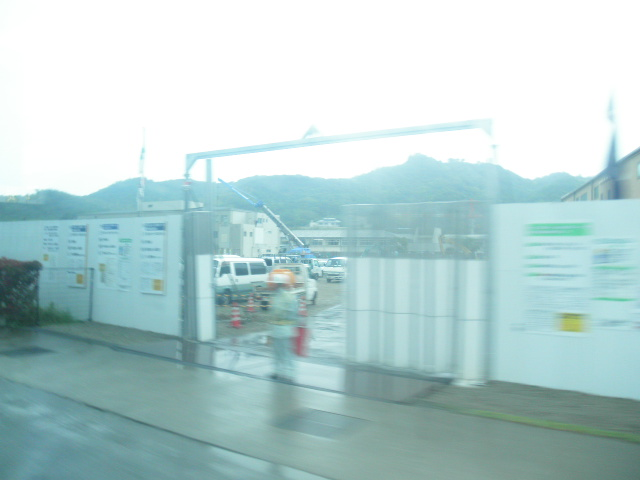
工事中の様子

発達障害者の自立と社会参加を進めるための教育施設・福祉施設・医療施設による「発達障害者総合支援ゾーン」における教育施設として2012年（平成24年）4月に旧徳島赤十字病院跡地に開校した。
高等学校段階の発達障害の生徒を対象としている。発達障害者を対象とした学校は全国的に初である。
就職を目標としそれに向けた活動を一年生の時点から行っている。その為、進学等をする生徒は少ない。

## 沿革
- 2012年（平成24年）4月 - 小松島市の旧徳島赤十字病院跡地に開校。高等部のみ設置している。

## 設置課程
- 高等部

## 設置学科
- 商業ビジネス科
- 情報デザイン科
- 生産サービス科
- 流通システム科

## 施設

### 本館
1F 2F - みなと高等学園

### ハナミズキ棟
発達障害者支援センター、徳島赤十字ひのみね総合療育センター、徳島赤十字乳児院が集約しており、全国に例のない「発達障害者総合支援ゾーン」として整備されている。
- 3F - 発達障害者支援センター、みなと高等学園
- 2F - みなと高等学園
- 1F - 徳島赤十字乳児院

## 校歌
みなと高等学園校歌
- 作詞：冨樫敏彦 / 作曲：濱田三貴子